# خريسة كبيرة السنبلة
الخريسة كبيرة السنبلة أو عَثْنان أو الحمضة  (الاسم العلمي: Arthrocnemum macrostachyum)هو نوع نبات أليف الملوحة مُزهر من فصيلة القطيفة. تتوجد في المناطق الساحلية في البحر الأبيض المتوسط و البحر الأحمر، حيث أنها تنمو في المناطق الساحلية والداخلية في المستنقعات المالحة، البحيرات الجافة، وغيرها من الموائل في التربة المالح.